# Los tres estudiantes
Los tres estudiantes es uno de los 56 relatos cortos sobre Sherlock Holmes escrito por Arthur Conan Doyle. Fue publicado originalmente en The Strand Magazine y posteriormente recogido en la colección El regreso de Sherlock Holmes.

## Sherlock Holmes
Un profesor del colegio San Lucas, biblioteca cercana al domicilio del detective, llamado Hilton Soames pide a Sherlock Holmes, que le ayudara con un incidente acaecido en el colegio. Soames es profesor de griego y al día siguiente era el examen para la beca Fortescue, el cual consistía en descifrar un texto, que los estudiantes desconocen. Hora y media después de haber recibido los exámenes Hilton se fue a la casa de un amigo, cuándo volvió, la llave de la entrada, que pertenecía al mayordomo, estaba puesta en la cerradura, y la habitación abierta. Cuándo entró, la primera hoja del examen estaba en el suelo, la segunda cerca de la ventana, y la tercera, dónde la había dejado. Soames pensó que Bannister, el mayordomo, había revisado los papeles, pero se negó rotundamente. Lo que Soames pensaba era que alguno de los participantes había copiado las hojas. El profesor también encontró unas virutas de lápiz en la mesita de luz, y un tajo evidente en el escritorio nuevo de madera. Holmes le pregunta si alguien fue después de que le entregaran los exámenes a lo que Soames responde afirmativamente. Daulat Ras, un estudiante hindú que daría el examen fue quien le visitó. Así, Soames lleva a Holmes y a Watson al colegio. Cuando el detective entra, inspecciona la alfombra, la mesita de luz y el escritorio (donde encontró un poco de aserrín). Luego, Sherlock va hacia el cuarto, dónde descubre otro poco de aserrín. Él explica su hipótesis: el hombre entra por la puerta principal, copia los textos, pero cuándo Soames llega, el desconocido entra a la habitación de Soames, dónde escapa por la ventana. Por último, Hilton le dice que hay tres estudiantes que participan en el examen que residen en el mismo edificio que Soames. En el primer piso vive Gilchrist, joven atleta y muy estudioso. En el segundo piso, está Daulat Ras, muy aplicado, aunque su punto débil es la asignatura de griego. En el tercero, está Miles McLaren, joven con potencial brillante, pero disperso e inconstante que casi es expulsado por crear un escándalo en una casa de juegos. Luego, Holmes entra a las habitaciones de los participantes, el primero lo deja pasar y parece no sospechar nada del asunto, el segundo, estaba apurado y esperando que Holmes se vaya, y el tercero, no los dejó pasar y les insultó. Holmes y Watson se van, prometiéndole a Hilton volver al día siguiente. Holmes fue a visitar las cuatro únicas librerías de la ciudad ya que había descubierto que las virutas de lápiz eran muy raras y eran de un lápiz que no existía. Al otro día, Holmes y Watson van hacia el colegio y hablan con Hilton; Holmes se había levantado a las 6 de la mañana y ya había descubierto el misterio. Watson llama a Bannister y a Gilchrist, al cual Sherlock hace decir la verdad al joven hasta que lo admite. El detective, por último, explica la historia: el joven volvía de practicar salto de longitud con sus zapatillas de clavos en la suela, cuándo vio por la ventana que había unos papeles doblados en el escritorio de Soames, y que habían dejado la llave en la cerradura, el estudiante aprovechó para copiar el examen, dejó las zapatillas en la mesa, y empezó a copiar. Iba por la segunda hoja cuando Hilton llega por la puerta lateral, el joven agarra las zapatillas de manera brusca, lo que genera el tajo en el escritorio y escapa hacia su habitación.